# Hysteropterum montezuma
Hysteropterum montezuma är en insektsart som beskrevs av George Willis Kirkaldy 1913. Hysteropterum montezuma ingår i släktet Hysteropterum och familjen sköldstritar. Inga underarter finns listade i Catalogue of Life.